# (23611) 1996 BO3
1996 بي أو 3 (ويعرف أيضًا باسم (23611) 1996 بي أو 3 وفق تسمية الكوكب الصغير) (بالإنجليزية: 1996 BO3)‏ هو كويكب ضمن حزام الكويكبات؛ وترتيبه 23611 من حيث الاكتشاف.
اكتُشف هذا الجُرم الفلكي بواسطة تاكيشي أوراتا ‏ في 27 يناير 1996.

## وصلات خارجية
- (23611) 1996 BO3 في قاعدة بيانات مختبر الدفع النفاث لأجرام النظام الشمسي الصغيرة

- الاكتشاف · مخطط المدار ·  العناصر المدارية · المعلمات المادية

- (23611) 1996 BO3 على موقع ويكي سكاي: DSS2, SDSS, GALEX, IRAS, Hydrogen α, X-Ray, Astrophoto, Sky Map, Articles and images